# Kulîcikî, Nîjnohirskîi
Kulîcikî (în ucraineană Кулички) este un sat în comuna Izobilne din raionul Nîjnohirskîi, Republica Autonomă Crimeea, Ucraina.